# Motivation EP
Motivation EP è un EP del gruppo musicale canadese Sum 41, pubblicato il 12 marzo 200 dalla Island Records.

## Tracce
1. Motivation
2. All She's Got (Live)
3. Crazy Amanda Bunkface
4. What We're All About

## Formazione
Sum 41
- Deryck Whibley - voce, chitarra ritmica
- Dave Baksh - chitarra solista
- Jason McCaslin - basso
- Steve Jocz - batteria

Altri musicisti
- Greig Nori - chitarra in What We're All About